# Manoel dos Santos
Manoel dos Santos (n. 22 februarie 1939, Guararapes, São Paulo, Brazilia) este un înotător brazilian, medaliat olimpic. A participat la o ediție a Jocurilor Olimpice (1960) în care a câștigat o medalie de bronz.

## Participări
Lista de mai jos prezintă principalele competiții la care a participat Manoel dos Santos de-a lungul carierei.
- swimming at the 1960 Summer Olympics – men's 100 metre freestyle[*]